# David R. Bowen

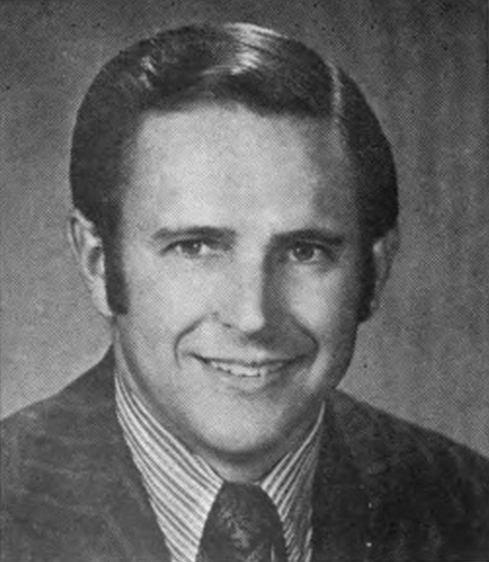
David R. Bowen (1973)

David Reece Bowen (* 21. Oktober 1932 in Houston, Mississippi) ist ein US-amerikanischer Politiker. Zwischen 1973 und 1983 vertrat er den zweiten Wahlbezirk des  Bundesstaates Mississippi im US-Repräsentantenhaus.

## Werdegang
David Bowen besuchte bis 1950 die Cleveland High School in Mississippi. Danach studierte er bis 1952 an der University of Missouri, dann bis 1954 an der Harvard University und schließlich bis 1956 an der University of Oxford in England. Zwischen 1957 und 1958 war er Soldat der US Army.
In den Jahren 1958 bis 1959 lehrte Bowen als Assistenzprofessor politische Wissenschaften und Geschichte am Mississippi College. Zwischen 1959 und 1964 setzte er diese Tätigkeit am Millsaps College fort. Politisch wurde er Mitglied der Demokratischen Partei. Von 1966 bis 1967 war er bei der Bundesanstalt für wirtschaftliche Entwicklung (Office of Economic Opportunity) angestellt, von 1967 bis 1968 arbeitete er für die US-Handelskammer. Von 1968 bis 1972 war er Koordinator der Regierungsprogramme der Bundesregierung und der Staatsregierung von Mississippi (Coordinator of Federal-State Programs).
1972 wurde Bowen in das US-Repräsentantenhaus in Washington, D.C. gewählt, wo er am 3. Januar 1973 Jamie L. Whitten ablöste. Da er auch die folgenden vier Kongresswahlen gewann, konnte er bis zum 3. Januar 1983 insgesamt fünf Legislaturperioden im Kongress absolvieren. Im Jahr 1982 verzichtete er auf eine erneute Kandidatur. Nach seiner Zeit im Kongress war Bowen von 1985 bis 1987 noch Gastreferent an der Mississippi State University. Heute verbringt er seinen Lebensabend in McLean (Virginia).